# Балмуханов, Саим Балуанович
Саим Балуанович Балмуханов (20 сентября 1922, Кинесту, Актюбинская губерния, Киргизская АССР — 20 февраля 2014, Алматы, Казахстан) — советский и казахский радиобиолог, академик АН Казахской ССР (1967—91), ученик П. Д. Горизонтова.

## Биография
Родился 20 сентября 1922 года в совхозе Кинесту. В 1938 году поступил в Казахский государственный медицинский институт, который окончил в 1943 году. В 1944 году отправился на фронт во время ВОВ, откуда был демобилизован в 1946 году. С 1946 по 1953 год работал в институтах рентгенорадиологии и биофизики под руководством П. Д. Горизонтова. С 1953 по 1960 год заведовал кафедрой рентгенорадиологии Алма-Атинского медицинского института.
В 1960 году устроился на работу в институт онкологии и радиологии, где с 1960 по 1972 год занимал должность заместителя директора, а с 1972 по 1975 год занимал должность директора. С 1975 по 1981 год заведовал лабораторией радиобиологии клеток института экспериментальной биологии. С 1981 по 1994 год занимал должность заместителя директора Казахского НИИ онкологии и радиологии. С 1994 года по момент смерти занимал должность академика-секретаря отделения медицинских наук НАН Казахстана.
Скончался 20 февраля 2014 года в Алматы.

## Научные работы
Основные научные работы посвящены тканевой радиочувствительности и способам её изменения. В результате исследования обнаружено новое явление — феномен приобретенной радиорезистентности опухоли. Научная работа Балмуханова дала возможность дифференцированного подхода к выбору максимально эффективных типов терапии. Разработал применение электронно-акцепторных соединений, обладающих радиосенсибилизирующим эффектом при лучевой и комбинированной терапии злокачественных опухолей. Внёс огромный весомый вклад в область лучевой терапии, онкологии и радиологии.

## Сочинения
- Балмуханов С. Б. Мегавольтная лучевая терапия. — Алма-Ата, 1963.
- Балмуханов С. Б. Радиочувствительность опухолей в эксперименте. — Алма-Ата, 1971.
- Балмуханов С. Б. Природные фенолы — перспективный класс противоопухолевых и радиопотенцирующих соединений. — М., 1975.
- Балмуханов С. Б. Полифенолы как перспективный класс противоопухолевых и радиомодифицирующих соединений. — М, 1976.
- Балмуханов С. Б. Злокачествепные опухоли костей. Вопросы теории и прогнозирования. — А.-А., 1984.
- Балмуханов С. Б. Ядерный полигон моими глазами. — А., 1998.

## Награды и премии
- Ордена Красной Звезды (дважды).
- Ордена Ленина (дважды).
- Ордена Отечественной войны II степени (дважды).
- Многократный обладатель научных медалей.